# 田浦芳孝
田浦 芳孝（たうら よしたか、1954年7月18日 - ）は、日本の実業家。JR北海道元会長。

## 経歴
熊本県熊本市出身。済々黌高等学校を経て、早稲田大学政治経済学部を卒業した後に、1978年に日本国有鉄道に入社した。東日本旅客鉄道仙台支社長、常務IT・Suica事業本部長、JR東日本情報システム代表取締役社長、ビューカード社長を歴任した。JR東日本でSuica普及の立役者として活躍した。
2020年北海道旅客鉄道会長に就任した。2022年退任。
2023年東日本鉄道文化財団理事長に就任した。